# Gare de Niimi
La gare de Niimi (新見駅, Niimi-eki) est une gare ferroviaire située dans la ville de Niimi, dans la préfecture d'Okayama au Japon. La gare est exploitée par la compagnie JR West.

## Situation ferroviaire
La gare de Niimi est située au point kilométrique (PK) 64,4 de la ligne Hakubi. Elle marque la fin de la ligne Kishin.

## Histoire
La gare a été inaugurée le 25 octobre 1928.

## Service des voyageurs

### Accueil
La gare dispose d'un bâtiment voyageurs ouvert tous les jours, avec des guichets pour l'achat de titres de transport.

### Desserte
La gare de Niimi est une gare disposant de deux quais et de quatre voies 

| N° de voie | Ligne          | Direction                              |
| ---------- | -------------- | -------------------------------------- |
| 1          | P Ligne Geibi  | Tōjō ・ Bingo-Ochiai ・ Miyoshi        |
| 2          | K Ligne Kishin | Chūgoku-Katsuyama ・ Tsuyama ・ Himeji |
| 3          | V Ligne Hakubi | Kurashiki ・ Okayama                   |
| 4          | V Ligne Hakubi | Yonago ・ Matsue ・ Izumoshi           |

| JR West             |               |                    |               |                       |
| Direction Niimi     | Ligne Geibi   | Ligne Geibi        | Ligne Geibi   | Direction Hiroshima   |
| Terminus            |               | Rapid Service 快速 |               | Yagami                |
| Terminus            |               | Local 普通         |               | Nunohara              |
| JR West             |               |                    |               |                       |
| Direction Niimi     | Ligne Kinshin | Ligne Kinshin      | Ligne Kinshin | Direction Himeji      |
| Terminus            |               | -                  |               | Iwayama               |
| Direction Kurashiki | Ligne Hakubi  | Ligne Hakubi       | Ligne Hakubi  | Direction Hōki-Daisen |
| Ishiga              |               | Local 普通         |               | Nunohara              |

- Les Limited Express Yakumo et Sunrise Izumo s'arrêtent à cette gare

| Limited Express  |  |               |  |         |
| Bitchū-Takahashi |  | Yakumo        |  | Shōyama |
| Bitchū-Takahashi |  | Sunrise Izumo |  | Yonago  |